# Wetzlarer Dom

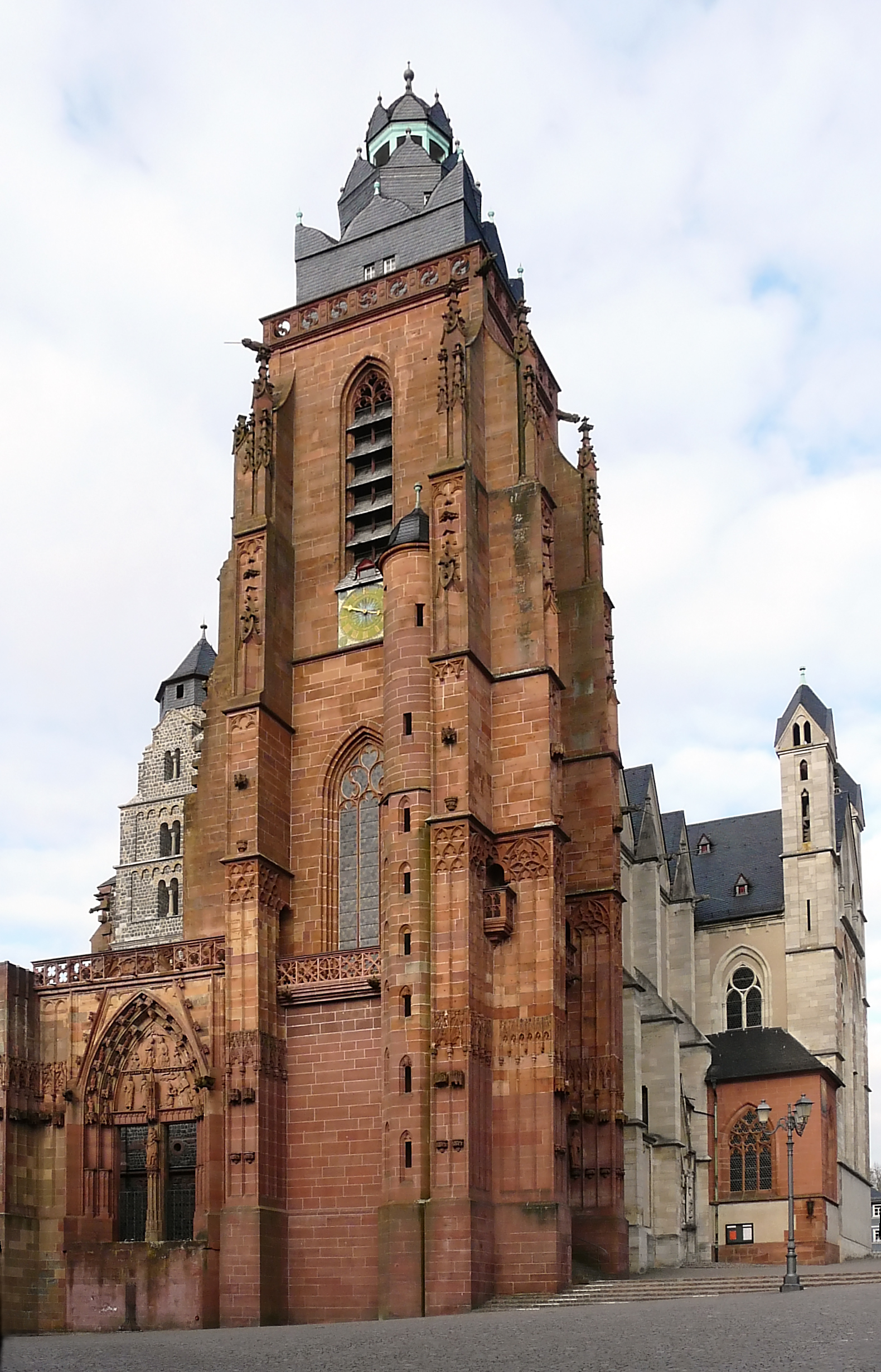
Domkyrkan i Wetzlar

Wetzlarer Dom är en stor kyrka i staden Wetzlar, i förbundslandet Hessen, Tyskland. 
Wetzlarer Dom är trots namnet inte en faktisk domkyrka, eftersom ingen biskop någonsin funnits i Wetzlar. Beteckningen domkyrka för stifts- och pastoratkyrkan började användas från slutet av 1600-talet. Beteckningen blev allmänt accepterad under perioden med Rikskammarrätten i Wetzlar (1693–1806). Än idag ser befolkningen i Wetzlar kyrkan som en domkyrka. 
På grund av den långa byggtiden (från 1230 till idag) innehåller byggnaden element med stilar från flera epoker (t.ex. romanskt, gotiskt, barock), och den är ännu idag inte helt färdigställd. Bygget av det norra tornet påbörjades men blev aldrig avslutat (se bilden). 